# Dshay Herweg
Dshay Herweg (* 1976) ist ein ehemaliger deutscher Footballspieler.

## Leben
Herweg war von 1994 bis 2008 (mit Ausnahme der Spieljahre 2005 und 2007) Mitglied der Herrenmannschaft der Braunschweig Lions. Der 1,88 Meter große Linebacker errang mit Braunschweig in den Jahren 1997, 1998, 1999, 2006 und 2008 die deutsche Meisterschaft sowie 1999 und 2003 den Eurobowl. Deutscher Vizemeister wurde er mit der Mannschaft 2000, 2001, 2002, 2003 sowie 2004. 2002 stand man ebenfalls im Eurobowl, verlor dort aber gegen den italienischen Vertreter Bergamo Lions. Beruflich wurde Herweg im Bereich Vermarktung und Öffentlichkeitsarbeit tätig.